# 2-я улица Новосёлки
2-я улица Новосёлки — улица на севере Москвы, в микрорайоне Новосёлки Молжаниновского района Северного административного округа (САО).
Код ОКАТО: 45277584000. Код ОКТМО: 45343000. Встречается название улицы — Улица Новосёлки 2-я.

## Названия
29 октября 1984 года, в связи с расширением Москвы, Новосёлкинский сельский совет был упразднён, и его территория была присоединена к Ленинградскому району. В процессе присоединения территорий деревни Новосёлки с населением 209 жителей вошли в состав Москвы. В 1986 году проезды деревни, не имевшие ранее названий (кроме получившего название годом ранее Новосельского проезда, ныне 1-я улица Новосёлки), получили названия с 1-й по 4-ю улицы Новосёлки.

## Описание
2-я улица Новосёлки начинается на пересечении Охтинского проезда и 4-я улица Новосёлки, и проходит параллельно с Ленинградским шоссе, на протяжении 459 метров. С правой стороны от её начала (около 180 метров) к ней примыкает 3-я улица Новосёлки, через 360 метров улица пересекает 1-ю улицу Новосёлки.
На 2-й улице Новосёлок расположены дома, постройки конца 1950-х годов, для переселенцев из за строительства аэропорта «Шереметьево» (нумерация домов начинается со стороны пересечения улицы с Охтинским проездом и 4-й улицей Новосёлок): № 1; № 2; № 3; № 4; № 5; № 6; № 7; № 8; № 9; № 10; № 11; № 11А Строение № 1; № 12; № 13; № 14; № 15; № 16; № 17; № 18; № 19; № 20; № 21; № 22.
На улице, по всей её длине, около 459 метров, отсутствуют: тротуары, велосипедные дорожки, пешеходные переходы, велосипедные парковки, стелы пешеходной навигации и частично освещение.
В соответствии с планами Правительства Москвы, в данном микрорайоне, предусмотрено новое строительство жилых домов, объектов инфраструктуры и обустройство улиц.

## Транспорт

### Автобусные маршруты
По улице не проходят маршруты общественного транспорта, но в непосредственной близости от улицы проходит Ленинградское шоссе, где находятся остановки «Платформа Молжаниново», где останавливаются автобусные маршруты Мосгортранс и Мострансавто № 13, 30, 350, 400, 440, 465, 484, 817, 851, 865.
Также в непосредственной близости от улицы проходит Международное шоссе, где находятся остановки «Международное шоссе», где останавливаются автобусные маршруты № 43, 817, 851, 948, 949, н1.

### Железнодорожный транспорт
В 850 метрах находится платформа «Молжаниново» Ленинградского направления Октябрьской железной дороги.